# Między linami ringu
Między linami ringu (ang. Somebody Up There Likes Me) – amerykański film z 1956 roku w reżyserii Roberta Wise’a, oparty na autobiografii bokserskiego mistrza świata wagi średniej, Rocky’ego Graziano.

## Główne role
- Paul Newman – Rocky Graziano
- Pier Angeli – Norma Graziano
- Everett Sloane – Irving Cohen
- Eileen Heckart – Ma Barbella
- Sal Mineo – Romolo
- Steve McQueen – Fidel

## Fabuła
Rocky to zbuntowany nastolatek, bity przez ojca, nie uznaje i nie stosuje się do ogólnie uznanych zasad społecznych. Przyłącza się do gangu ulicznego i okrada sklepy wraz z kolegami. Trafia do więzienia na 6 lat. Po zwolnieniu z więzienia zostaje od razu powołany do wojska, skąd ucieka. Znowu zostaje skazany na rok ciężkich robót. W więzieniu trenuje boks. Po wyjściu z więzienia dzięki sukcesom bokserskim pnie się po stopniach kariery sportowej. Poznaje przyjaciółkę swojej siostry Normę, zakochuje się w niej i poślubia. Rozpoczyna nowe życie, jednak dawny kolega z więzienia szantażuje go, aby poddał walkę. Rocky udaje kontuzję i rezygnuje z walki. Podczas przesłuchania przez prokuratora odmawia wydania szantażysty, co staje się przyczyną zawieszenia jego licencji boksera. Podejmuje jednak walkę w Chicago z Tonym Zale’em – mistrzem świata wagi średniej. Rocky wygrywa.

## Nagrody i wyróżnienia
- 29. ceremonia wręczenia Oscarów
  - Oscar za najlepsze zdjęcia w filmie czarno-białym: Joseph Ruttenberg
  - Oscar za najlepszą scenografię w filmie czarno-białym: Cedric Gibbons, Malcolm Brown, Edwin B. Willis i F. Keogh Gleason
    - Nominacja za najlepszy montaż: Albert Akst